# 卡特倫縣
卡特倫縣（英語：Catron County）是美国新墨西哥州西部的一個縣，面積17,946平方公里，是全州面積最大的縣份，亦是美國面積第29大的縣份。根據2020年美國人口普查，卡特倫縣共有人口3,579人。卡特倫縣的縣治為里瑟夫（Reserve）。

## 歷史
卡特倫縣最早期的居民為印地安原住民。這些印地安人分別在克洛維斯時期（公元前10999至公元前8000年期間）和福爾瑟姆時期（公元前7999至公元前5999年期間）遷至這一帶。。
1598年，卡特倫縣被併入新西班牙總督轄區的新墨西哥聖塔菲省中。自此，卡特倫縣一直歸西班牙統治，直至墨西哥於1821年獨立為止。在《1824年墨西哥憲法》通過後，卡特倫縣成為了一個联邦政府管理的领土。1848年，《瓜达卢佩-伊达尔戈条约》的簽定使墨西哥將包括卡特倫縣在內的一大塊領土割予美國。1849年，時任美国总统扎卡里·泰勒建议將新墨西哥立刻變為一個州份，但最終沒有實行。於1880年，军士詹姆斯·庫克在卡特倫縣發現了銀礦和金礦。這使卡特倫縣一帶掀起了一陣淘金潮。
卡特倫縣原屬於索科羅縣。1921年2月25日，卡特倫縣獨立自索科羅縣。縣名紀念該州的第一位聯邦參議員湯瑪斯·B·卡特倫。1927年，州议会有意以新設的格兰德河县取代原有的卡特倫、索科羅兩縣。然而，稍後新墨西哥州诉讼法院判定此建議无效，使得這兩縣延續至今。

## 地理

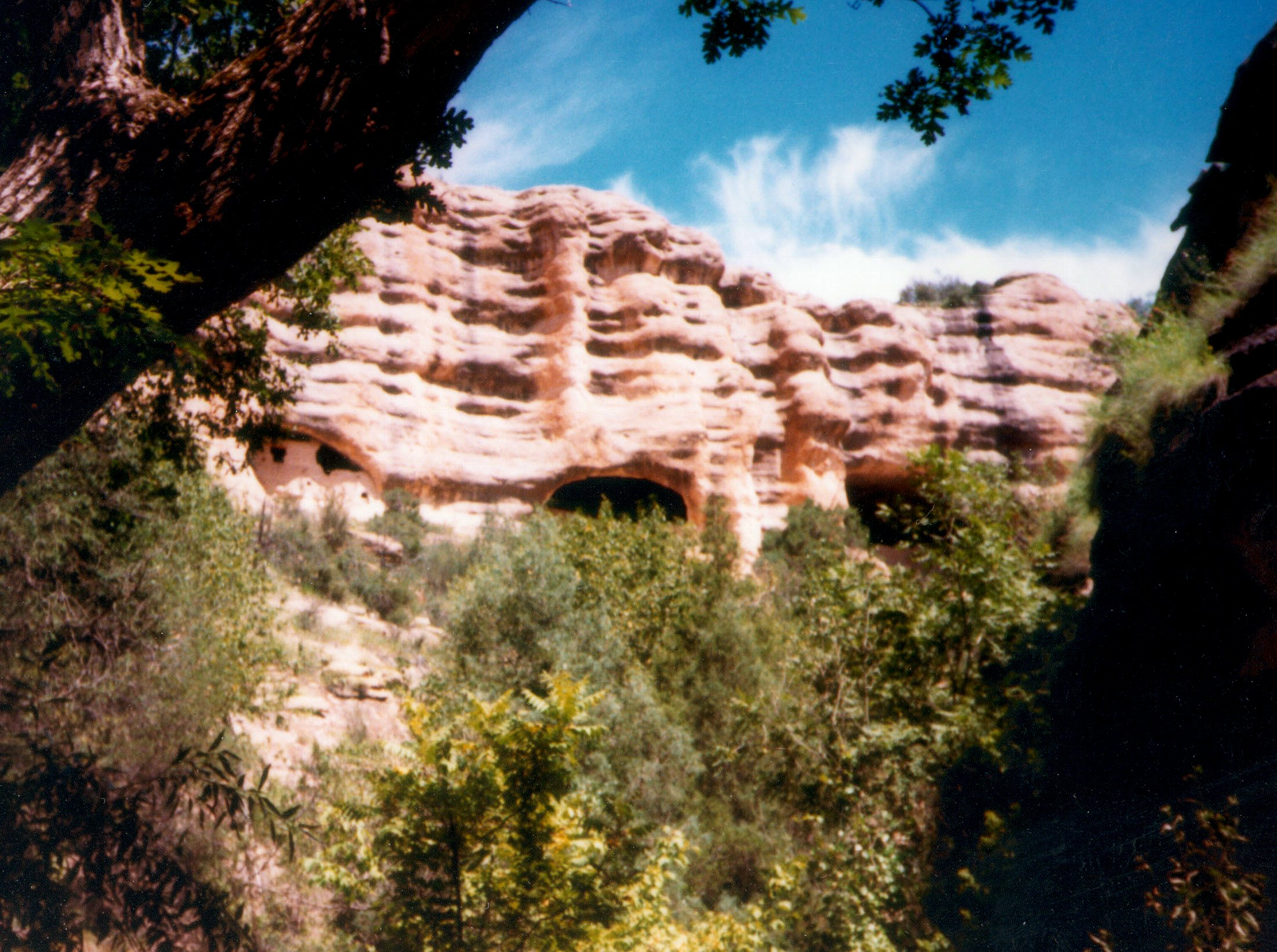
吉拉悬崖民居的国家纪念區中的吉拉悬崖

根據2000年人口普查，卡特倫縣的總面積為6,929平方英里（17,950平方），其中有6,928平方英里（17,940平方），即99.98%為陸地；1平方英里（2.6平方），即0.02%為水域。卡特倫縣是新墨西哥州面積最大的縣份，亦是美國面積第29大的縣份。卡特倫縣的面積更加比特拉华州、马里兰州、羅德島州和康乃狄克州大。但卡特倫縣擁有僅3,400人口，是典型的西部地廣人稀的縣份。

### 毗邻县
- 新墨西哥州 錫沃拉縣：北方
- 新墨西哥州 索科羅縣：東方
- 新墨西哥州 謝拉縣：東南方
- 新墨西哥州 格蘭特縣：南方
- 亚利桑那州 格林利縣：西方
- 亚利桑那州 阿帕契縣：西方

### 国家保护区
- 阿帕契國家森林（英语：Apache National Forest）（部分）
- 西波拉国家森林（部分）
- 希拉悬崖民居的国家纪念區（英语：Gila Cliff Dwellings National Monument）
- 希拉国家森林（部分）

## 人口
| 调查年               | 人口  | 备注 | %±     |
| -------------------- | ----- | ---- | ------ |
| 1930                 | 3,282 |      | —      |
| 1940                 | 4,881 |      | 48.7%  |
| 1950                 | 3,533 |      | −27.6% |
| 1960                 | 2,773 |      | −21.5% |
| 1970                 | 2,198 |      | −20.7% |
| 1980                 | 2,720 |      | 23.7%  |
| 1990                 | 2,563 |      | −5.8%  |
| 2000                 | 3,543 |      | 38.2%  |
| 2010                 | 3,725 |      | 5.1%   |
| [ 10 ] [ 11 ] [ 12 ] |       |      |        |

### 2010年
根據2010年人口普查，卡特倫縣擁有3,725居民。卡特倫縣的人口是由89.8%白人、0.4%黑人、2.7%原住民、0.2%亞裔、3.7%其他種族和3.1%混血构成。而西班牙裔或拉丁美洲人佔了人口19.0%。

### 2000年
根據2000年人口普查，卡特倫縣擁有3,543居民、1,584住戶和1,040家庭。。其人口密度為每平方英里0.51居民（每平方公里0.2居民）。卡特倫縣擁有2,548間房屋单位，其密度為每平方英里0.37間（每平方公里0.14間）。卡特倫縣的人口是由87.75%白人、0.28%黑人、2.20%原住民、0.68%亞裔、0.06%太平洋岛民、5.42%其他種族和3.61%混血构成。而西班牙裔或拉丁美洲人佔了人口19.16%。
在1,584住户中，有22.30%擁有一個或以上的兒童（18歲以下）、55.40%為夫妻、7.60%為單親家庭、而有34.30%為非家庭。其中30.10%住户為獨居，11.40%為同居長者。平均每戶有2.23人，而平均每個家庭則有2.75人。在3,543居民中，有21.10%為18歲以下、4.20%為18至24歲、19.50%為25至44歲、36.40%為45至64歲以及18.80%為65歲以上。人口的年齡中位數為48歲，每100個女性就有104.70個男性。而每100個成年女性（18歲以上）就有101.70個成年男性。
卡特倫縣的住戶收入中位數為$23,892，而家庭收入中位數則為$30,742。男性的收入中位數為$26,064，而女性的收入中位數則為$18,315。卡特倫縣的人均收入為$13,951。約17.40%家庭和24.50%人口在貧窮線以下。